# Bug a Boo
Bug a Boo è un singolo R&B della girlband statunitense Destiny's Child, scritto dai membri originali della band insieme a Kandi Burruss delle Xscape e prodotto da Kevin "She'kspere" Briggs. Pubblicato come secondo estratto dal secondo album della band, The Writing's on the Wall, il singolo è entrato nella top40 USA e nelle top10 di Regno Unito e Paesi Bassi. Il video della canzone è l'ultimo in cui sia presente la formazione originale del gruppo.

## Composizione e testo
Questa è una delle canzoni dell'album prodotte da She'kspere e scritte con la collaborazione di Kandi Burruss delle Xscape, e presenta delle affinità con le altre. Come il precedente singolo Bills, Bills, Bills, anche questo pezzo affronta tematiche di rivalsa femminile nei confronti dei cattivi comportamenti maschili che le donne sono costrette a subire. Il termine "bug a boo" oltre ad indicare lo spauracchio, viene usato per definire persone fastidiose e scoccianti, in poche parole significa "rompiscatole". Nel ritornello le cantanti ripetono di essere costrette a gettare via il cercapersone, di contattare la MCI per farsi staccare la linea telefonica e AOL per farsi bloccare la posta elettronica, a causa di ragazzi tediosi e che rompono le scatole. Nella prima strofa Beyoncé dichiara che non è affatto bello che il suo ragazzo la chiami di continuo stressandola e che le mandi SMS ogni dieci minuti, e continua dicendo che appena si sono conosciuti la storia è partita bene, ma dopo soli 20 venti minuti dal primo appuntamento lui le aveva già riempito lo spazio per i messaggi. Nella seconda strofa la cantante continua dicendo che non è bello che dopo aver bloccato il suo numero lui continui a chiamarla dalle case dei suoi amici e che la segua ogni volta che lei esca con le amiche, e tutto questo la porta a pregare che non sia lui, ogni volta che il telefono squilla. Come la maggior parte delle canzoni del gruppo dei primi due album, Beyoncé canta tutte le strofe del pezzo e Kelly il ponte. La canzone contiene un campionamento di un brano dei Toto del 1978, Child's Anthem.

## Video musicale
Anche questo video musicale, come tutti i precedenti della band, è stato diretto da Darren Grant, e vede le quattro ragazze vestite in abiti appariscenti e kitsch (pantaloni tigrati attillati, cappelli da cowboy rossi, top di pelo ecc.) aggirarsi per le strade a fare shopping; improvvisamente attirano l'attenzione di 4 giovanotti in una decappottabile che le corteggiano e le ragazze scappano cercando di non farsi trovare. Tra una fuga e l'altra entrano anche nello spogliatoio dei Lakers, dove tra gli altri è presente anche Kobe Bryant, e imbarazzate, trovano dei costumi da majorette che indossano alla svelta; successivamente la scena si sposta in un campo da gioco all'aperto, di notte, dove Wyclef Jean (produttore del primo singolo della band, No, No, No) appare in un cameo nel ruolo del capo della banda; le cantanti eseguono una coreografia da majorette seguendo Wyclef, finché si accorgono che tra il pubblico ci sono anche i quattro ragazzi che durante il giorno le hanno braccate; a questo punto si arrendono e decidono di salire in macchina con loro. Il video ha ricevuto una forte programmazione sia su BET che su MTV, ed è il primo del gruppo ad essere entrato nella top10 di MTV TRL.

### Remix
La versione remix del video è completamente uguale a quella originale, finché le ragazze non indossano i costumi da majorette e eseguono la coreografia insieme alla banda: a questo punto la versione originale del brano viene sostituita dal remix curato da Wyclef Jean, chiamato appunto Bug A Boo (Refu-gee Camp Remix) e la scena si sposta in una location nuova (non presente nel video originale), ovvero in un locale in stile latino-americano dove le quattro cantanti ballano al ritmo di salsa con quattro partner maschili, sul rap di Jean.

## Successo commerciale
Dopo il grande successo di Bills, Bills, Bills ci si aspettava il medesimo risultato da parte di Bug A Boo: stesso produttore, stessa autrice, stesse temetiche simpatizzanti col pubblico femminile, un beat ancora più sfrenato e ballabile. Invece il singolo, dopo essere entrato alla posizione numero 87 il 25 settembre 1999 nella Hot 100, ha raggiunto la posizione numero 33, per poi scendere rapidamente. Nelle classifiche R&B il brano è entrato in top20, arrivando al numero 15. In USA è il singolo delle Destiny's Child ad aver raggiunto la posizione più bassa in classifica (comunque sempre in top40, mentre per la maggior parte degli artisti le posizioni più basse sono spesso vicine al numero 100).
Nel Regno Unito al contrario, la canzone ha avuto molto più successo, arrivando al numero 9 e vendendo più di 99 000 copie. Ma la performance migliore il singolo l'ha ottenuto nelle classifiche olandesi: il brano qui ha raggiunto la quarta posizione, diventando il singolo di maggior successo tratto da The Writing's on the Wall nei Paesi Bassi e l'unico di quest'album ad entrare nella top5; nel gennaio 2000 il singolo era ancora in classifica. Il singolo è entrato inoltre nelle top40 di molti altri paesi, tra cui Belgio, Canada e Australia.

### Classifiche
| Classifica (1999)                    | Posizione |
| ------------------------------------ | --------- |
| Australia                            | 26        |
| Belgio Wallonia                      | 32        |
| Belgio Flemmish                      | 24        |
| Canada                               | 25        |
| Francia                              | 57        |
| Germania                             | 20        |
| Paesi Bassi                          | 4         |
| Svezia                               | 29        |
| Svizzera                             | 60        |
| Regno Unito                          | 9         |
| U.S. Billboard Hot 100               | 33        |
| U.S. Billboard Hot R&B/Hip-Hop Songs | 15        |
| U.S. Billboard Top 40 Tracks         | 38        |
| U.S. Billboard Rhythmic Top 40       | 6         |

## Tracce
CD 1
1. Bug A Boo (Album Version)  3:33
2. Bug A Boo (Refugee Camp Remix)  feat. Wyclef Jean 4:03
3. Bug A Boo (Maurice's Xclusive Bug A Boo Club Mix)  6:59
4. Bug A Boo (Maurice's Bug A Dub Mix)  7:14

CD 2
1. Bug A Boo (Album Version)  3:31
2. Bug A Boo (Maurice's Xclusive Bug A Boo Club Mix)  8:08
3. Bug A Boo (Maurice's Bug A Dub Mix)  7:14
4. Bug A Boo (Gentleman's Revenge)  3:55